# Fantasia 2000
Fantasia 2000 är en amerikansk animerad film från 1999.

## Om filmen
Det är en uppföljare till Fantasia från 1940. Filmen består av sju nya kortfilmer, baserade på klassiska musikstycken, samt Trollkarlens lärling från den första filmen.

## Rollista (i urval)
- Steve Martin - värd
- Itzhak Perlman - värd
- Quincy Jones - värd
- Bette Midler - värdinna
- James Earl Jones - värd
- Penn Jillette - sig själv
- Teller - sig själv
- James Levine - värd, dirigent
- Angela Lansbury - värdinna
- Wayne Allwine - Musse Pigg (röst)
- Tony Anselmo - Kalle Anka (röst)
- Russi Taylor - Kajsa Anka (röst)

### Fotnoter
1. ↑  ”Fantasia 2000”. Filmtips. Arkiverad från originalet den 9 oktober 2016. https://web.archive.org/web/20161009035726/http://www.filmtips.tv/filmer/fantasia-2000/. Läst 19 augusti 2016.